# Georgina Kennedy
Georgina Kennedy (* 3. April 1997 in London) ist eine englische Squashspielerin. 

## Karriere
Georgina Kennedy begann ihre professionelle Karriere im Jahr 2021 und gewann bislang 13 Titel auf der PSA Squash Tour. Ihre höchste Platzierung in der Weltrangliste erreichte sie mit Rang fünf am 27. Mai 2024. Sie war ab 2009 im Juniorensquash aktiv und sicherte sich zahlreiche Titel bei englischen und britischen Meisterschaften in verschiedenen Altersklassen. 2015 wurde sie nach einem Finalerfolg über Tinne Gilis U19-Europameisterin und gewann außerdem 2015 und 2016 diesen Titel auch mit der englischen Mannschaft. Bis 2016 spielte sie vereinzelt und ohne größere Erfolge auf der World Tour.
Von 2016 bis 2020 absolvierte Kennedy am Harvard College ein Psychologiestudium und war für Harvard außerdem im College Squash aktiv und erfolgreich. Dreimal wurde sie im Einzel College-Meisterin. Nach ihrem Studium begann sie auf der World Tour ihre Profikarriere und sicherte sich gleich in ihrer Debütsaison fünf Turniertitel, alle im Juni und Juli 2021. Im August wurde sie Britische Vizemeisterin nach einer Finalniederlage gegen Sarah-Jane Perry. Mit der englischen Nationalmannschaft gelang ihr im April 2022 der Titelgewinn bei den Europameisterschaften. Im August 2022 sicherte sich Kennedy bei den Commonwealth Games in Birmingham im Einzel nach einem Finalsieg gegen Hollie Naughton die Goldmedaille. 2023 verteidigte Kennedy mit der Mannschaft den Titel bei den Europameisterschaften. 2024 wurde Kennedy nach einem Finalsieg gegen Sarah-Jane Perry erstmals britische Meisterin. Ein Jahr darauf sicherte sie sich mit der Nationalmannschaft zum dritten Mal den Titelgewinn bei den Europameisterschaften.

## Erfolge
- Europameisterin mit der Mannschaft: 3 Titel (2022, 2023, 2025)
- Gewonnene PSA-Titel: 13
- Commonwealth Games: 1 × Gold (Einzel 2022)
- Britische Meisterin: 2024